# Lestodiplosis nana
Lestodiplosis nana är en tvåvingeart som först beskrevs av Marikovskij 1960.  Lestodiplosis nana ingår i släktet Lestodiplosis och familjen gallmyggor. Inga underarter finns listade i Catalogue of Life.